# ماهی تلسکوپی
ماهی تلسکوپی (نام علمی: Giganturidae) نام یک تیره از راسته لوله‌سانان است.